# Rectoria (Maçanet de Cabrenys)
La Rectoria és una casa de Maçanet de Cabrenys (Alt Empordà) inclosa a l'Inventari del Patrimoni Arquitectònic de Catalunya.

## Descripció
Edifici situat al centre del poble. És una casa de planta rectangular, de planta baixa i dos pisos amb teulada a dues aigües suportada per cairats de fusta. La façana principal presenta paredat de pedra, amb dues portes d'accés, una en arc rebaixat i l'altre de mig punt amb grans dovelles. La resta d'obertures d'aquesta façana són carreuades. També cal destacar la façana lateral, amb dues voltes a la planta baixa i una escala lateral per accedir al primer pis. Les obertures d'aquesta façana també són carrueades, però aquesta façana està arremollinada. Pel que fa a la coberta és de teula a dues aigües.